# Византийска архитектура
Византийската архитектура е архитектурен стил, който възниква на територията на Източната Римска империя (в модерните текстове известна като Византия).
Непрекъснатото нарастване на художествено и културно ниво настъпва след 330 г., когато император Константин I Велики премества столицата на империята от Рим във Византия - в град, по-късно известен като Новия Рим (или както по-късно ще се нарича Константинопол, днес Истанбул). Империята, която съществува повече от хиляда години, драматично повлиява в създаването и изграждането на средновековната архитектура в Европа.
След падането на Константинопол през 1453 г. елементите на византийската архитектура в голяма степен се запазват и при османската архитектура.